# Búridas

Mapa do Médio Oriente em 1135; quando os búridas governavam o Emirado de Damasco

Os búridas foram uma dinastia turca que governou o Emirado de Damasco no início do século XII. O primeiro governante búrida, Toguetequim, começou por ser um subordinado de Ducaque, o governador seljúcida de Damasco que após a morte do amo se apoderou do emirado, que governou entre desde 1104 até à sua morte em 1128.
A dinastia tomou o nome do filho de Toguetequim, Buri Taje Almoluque (r. 1128–1132). Os búridas foram reconhecidos como emires pelo Califado Abássida, que em troca de presentes consideráveis, não interferiam nos assuntos do emirado. Governaram a cidade até 1154, quando a perderam para o governante zênguida de Alepo, Noradine.
Os búridas foram derrotados pelos cruzados em 1126 na batalha de Marje Alçafar, mas conseguiram impedir a tomada de Damasco pelas tropas cristãs.

## História

### Ao serviço de emir de Damasco
O fundador da dinastia, Toguetequim, era um soldado do exército dos sultões seljúcidas, nascido provavelmente em meados do século XI, visto que o seu filho já tinha um cargo de comando em 1100. Foi subindo na hierarquia e integrou o estado-maior de Tutuxe I, um príncipe seljúcida que conquistou Damasco em 1078 e seguidamente o norte da Síria, derrotando o seu primo, o sultão seljúcida de Rum Solimão ibne Cutalmiche. Não obstante Maleque Xá I, o irmão mais velho de Tutuxe, lhe ter retirado uma parte das suas conquistas, este proclama-se sultão da Síria e retoma a Síria do norte tirando partido da anarquia que se seguiu à morte de Solimão. Tutuxe foi morto em 1095 quando tentava conquistar uma parte da Mesopotâmia ao seu sobrinho Barquiaruque, o novo grão-sultão seljúcida.
Raduano, sultão de Alepo e filho primogénito de Tutuxe mandou matar todos os seus irmãos, a fim de ficar com toda a herança do pai, mas alguns servos conseguiram fazer com que dois irmãos, Ducaque e Irtaxe fujam para Damasco, onde são acolhidos por Sautiquim, o governador da cidade que também manda vir para a Damasco Toguetequim e Iagui Siã, emir de Antioquia, os quais proclama Ducaque emir de Damasco. É então que Toguetequim se casa com a mãe de Ducaque e se torna o atabegue de Damasco, ou seja, o pai adotivo e protetor de Ducaque.
Toguetequim deixa o poder nas mãos de Ducaque, que governa o seu principado, intervindo nos assuntos da Síria, e tentando de aí assegurar a sua hegemonia, disputada pelo seu irmão e inimigo Raduano. Os dois irmãos entram em guerra frequentemente e nem sequer a chegada da Primeira Cruzada e a instalação dos francos na costa sírio-palestiniana os faz reconciliar, sendo mais frequente vê-los combater os francos cada um por si. Toguetequim ocupa o lugar de conselheiro ao mais alto nível e homem de confiança de Ducaque. Em 1099, quando o cádi de Jabala, rebelado contra Trípoli, constata que não consegue fazer frente ao mesmo tempo contra o cádi de Trípoli e contra os cruzados, entrega a sua cidade a Ducaque em troca de territórios mais fáceis de defender, é a Buri, o filho de Toguetequim, que Ducaque confia o governo de Jabala. Em 1103, Janá Daulá, emir de Homs, é assassinado por Raduano e os habitantes daquela cidade apelam ajuda a Ducaque, que envia Toguetequim para tomar posse da cidade.

### Toguetequim e Buri
Ducaque morre em junho de 1104 e Toguetequim faz proclamar emir o seu filho mais novo, Tutuxe II, então com um ano de idade, a fim de garantir uma longa regência para si. Depois muda de ideias e coloca no trono Irtaxe, o irmão mais novo de Ducaque, então com 12 anos de idade. Mas posteriormente retira-lhe o poder e o jovem príncipe refugiou-se em Balbeque e tenta retomar o poder, com o apoio de Aitequim, saíbe (senhor) de Bostra. Toguetequim recusa-se a recebê-lo de volta e Irtaxe acaba por se refugiar na corte do rei Balduíno I de Jerusalém. Este último assegura o seu apoio, mas Toguetequim alia-se aos fatímidas do Egito para invadir o Reino de Jerusalém, o que impede Balduíno de repor Irtaxe no poder em Damasco.
Durante grande parte do seu reinado, Toguetequim ataca as posições cristãs, mas não confia no sultão seljúcida nem nos seus enviados, como Maudade, atabegue de Moçul, que é assassinado em Damasco (provavelmente instigado por Toguetequim) ou Aque Suncur Bursuqui, atabegue de Moçul e Alepo. Toguetequim e outros emires da Síria chegam a aliar-se aos francos contra Aque Suncur Bursuqui, atabegue de Moçul, em 1115, por preferirem a presença dos francos ao risco de dominação da Síria por Moçul. Em 1114, Toguetequim tenta fazer uma aliança com Alparslano de Alepo, que a concretizar-se poderia assegurar uma Síria muçulmana suficientemente forte para fazer face tanto aos francos como a Moçul e Baguedade, mas o emir de Alepo foi assassinado, impossibilitando a coligação à nascença.
Toguetequim morre em 12 de fevereiro de 1128 e o seu filho Buri Taje Almoluque, então com cerca de 50 anos de idade, sucede-lhe sem grandes dificuldades.
Em novembro de 1129, os nizaritas organizam uma conspiração para expulsarem os francos da cidade. Ao saber da conspiração, Buri manda prender e executar os conjurados. Balduíno II de Jerusalém, que estava ao corrente da conspiração, cerca Damasco, mas sem sucesso e levanta o cerco em 5 de dezembro de 1129. Em maio de 1131, Buri é ferido por dois nizaritas. É tratado, mas a ferida reabre-se e Buri morre em junho de 1132.

### Fim da dinastia
No ano em que Buri ascendeu ao trono foi igualmente o ano em que se assistiu à entronização de Zengui, que já era senhor de Moçul e tomou o controlo de Alepo. Zengui era temido e odiado pelas gentes de Damasco, pois tinha atraído um destacamento búrida para uma cilada e seguidamente usou os reféns contra Damasco. A política do fim da dinastia búrida esteve sempre condicionada pela ameaça e desconfiança em relação a Zengui.
O filho mais velho de Buri, Xamece Almulque Ismail, que tinha 19 anos quando assumiu o poder, continuou a política do pai e toma aos francos a fortaleza de Banias em dezembro de 1132, mas escapa por pouco aos golpes dos assassinos (ḥashāshīn). Convencido de que está rodeado de conspiradores, começa a prender e depois executar os seu colaboradores, até ser assassinado pela sua mãe Zamarrude Catum em 2 de fevereiro de 1135.
Zengui tentou então conquistar Damasco, aproveitando os tumultos, mas o irmão de Xamece, Xiabadim Mamude, estava já solidamente instalado no trono, apoiado pelo ministro Muinadim Unur. Nos anos seguintes, é sobretudo Mu'in quem dirige o Emirado de Damasco, em nome do príncipe Xiabadim Mamude e depois em nome do irmão deste, Jamaladim Maomé e do filho, Mujiradim Abaque. Muinadim governa com mão de ferro e leva a cabo uma política de equilíbrio entre os francos e Zengui, que controla Alepo e Moçul, e consegue manter a sua independência e prestígio. Mas o cerco a Damasco pela Segunda Cruzada compromete essa política de aliança parcial com os francos. Muinadim Unur morre em 1149 e Mujiradim Abaque assume o poder no emirado. No entanto, este jovem príncipe, deixa que os francos instaurem o seu protetorado sobre Damasco, não obstante o desagrado da população, perdendo todo o seu prestígio. O sucessor de Zengui, Noradine, aproveita este descontentamento para tomar o controlo de Damasco e depor o último búrida em 25 de abril de 1154.

## Emires búridas de Damasco
| Título(s)                                        | Nome pessoal                              | Reinado             |
| ------------------------------------------------ | ----------------------------------------- | ------------------- |
| Amir (أمیر‎) Saif-ul-Islam (سیف الاسلام‎)          | Zairadim Toguetequim (ظاھر الدین طغتکین‎   | 1104–1128           |
| Amir' (أمیر‎)                                     | Buri Taje Almoluque تاج الملک بوری‎        | 1128–1132           |
| Amir (أمیر‎)                                      | Xamece Almulque Ismail شمس الملک اسماعیل ‎ | 1132–1135           |
| Amir (أمیر‎)                                      | Xiabadim Mamude شھاب الدین محمود‎          | 1135–1139           |
| Amir (أمیر‎)                                      | Jamaladim Maomé جمال الدین محمد‎           | 1139–1140           |
| Amir (أمیر‎)                                      | Muinadim Unur معین الدین أنر‎              | 1140–1149 (regente) |
| Amir (أمیر‎) Mujir-ud-din (مجیر الدین ‎)           | Mujiradim Abaque ابو سعید ابق‎             | 1140–1154           |
| A dinastia zênguida substitui a dinastia búrida. |                                           |                     |